# Стоун, Рэндалл
Рэндалл Стоун (род. 1966) — американский политолог и профессор Рочестерского университета, известен своими исследованиями в области международной политической экономии, международных отношений, а также российской и европейской политики.

## Научная деятельность
Стоун проводил широкие исследования мировой экономики, Международного валютного фонда, Всемирного банка и институционального дизайна. В 2012 году Ассоциация международных исследований наградила его премией Чедвика Ф. Алджера за книгу «Управляющие учреждения: Международные организации и мировая экономика». Стоун, будучи директором Скального Центра польских и центральноевропейских исследований Рочестерского университета, говорит на русском, немецком и польском, и часто путешествует по региону. Стоун также является автором работ «Кредитное доверие: Международный валютный фонд и посткоммунистический переходной период» (Принстон, 2002) и «Приспешники и комиссары: Стратегия и конфликт в политике советского торгового блока» (Принстон, 1996).
В 1988 году Стоун получил степень бакалавра искусств в управлении и в 1993 году — степень доктора философии в политологии в Гарвардском университете. Он был удостоен грантов NSF, SSRC, NCEEER и IREX, был старшим стипендиатом программы Фулбрайта в Берлине. Его статьи публиковались в «Обзоре американской политологии», «Международной организации», «Международных квартальных исследованиях», «Журнале конфликтологии», «Обзоре международных отношений» и «Глобальной экологической политике». Стоун также цитировался «New York Times», CNBC, «PBS News», и журналом «Foreign Policy» по вопросу современной ситуации на Украине и в Крыму.

## Работы
- Controlling Institutions: International Organizations and the Global Economy. Cambridge: Cambridge University Press. 2011.
- Lending Credibility: The International Monetary Fund and the Post-Communist Transition. Princeton: Princeton University Press. 2002
- Satellites and Commissars: Strategy and Conflict in the Politics of Soviet-Bloc Trade. Princeton: Princeton University Press. 1996.
- «International Organizations as Policy Advisors.» (With Songying Fang). International Organization 66(4) (November):537-71
- «The Kyoto Protocol: Two-Level Bargaining and European Integration.» (With Elena Plaxina McLean). International Studies Quarterly 56 (1) (March 2012): 99-113.
- «Sharing Risk in International Politics.» Global Environmental Politics 9 (3) (August 2009): 40-60.
- «The Scope of IMF Conditionality.» International Organization 62 (Fall 2008): 589—620.
- «Democracy and the Logic of Political Survival.» (With Kevin A. Clarke). American Political Science Review 102 (3) (August 2008).
- «Choosing How to Cooperate: A Repeated Public_Goods Model of International Relations.» (With Branislav L. Slantchev and Tamar R. London). International Studies Quarterly 52 (2) (June 2008): 335—362.
- «The International Monetary Fund: A Review of the Recent Evidence.» (With Martin Steinwand). Review of International Organizations 3 (2) (June 2008): 123—149.
- «The Political Economy of IMF Lending in Africa.» American Political Science Review 98 (4) (November 2004): 577-92
- «The Use and Abuse of Game Theory in International Relations: The Theory of Moves.» Journal of Conflict Resolution 45 (2) (April 2001): 216-44.